# Nizozemska košarkaška reprezentacija
Nizozemska košarkaška reprezentacija predstavlja državu Nizozemsku u športu košarci.
Krovna organizacija: 
Glavni trener: 

## Poznati igrači
- Kees Akerboom (1952.), prvi strijelac EP 1977.
- Rik Smits